# LZ 129

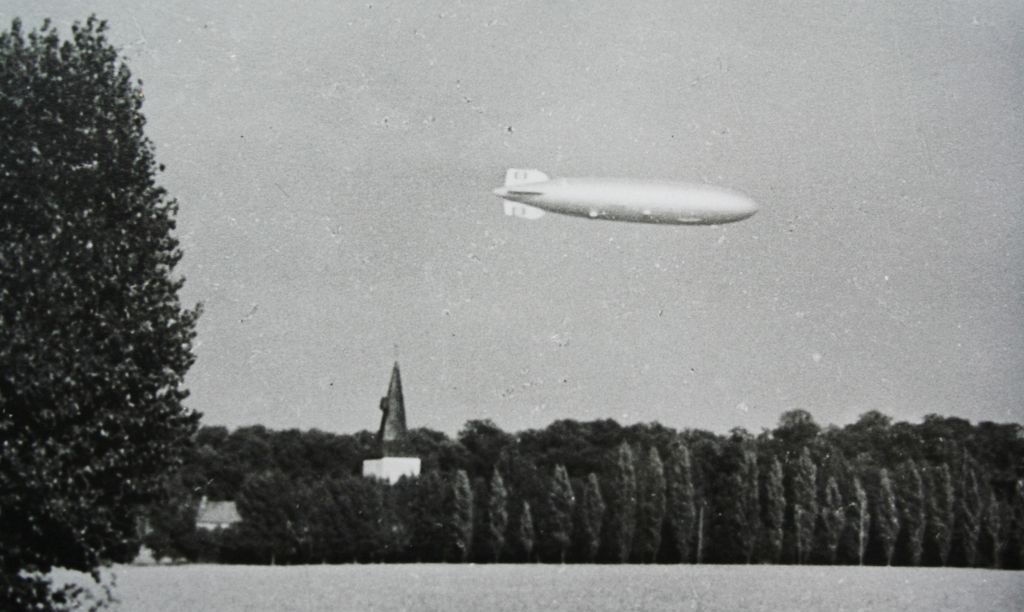
LZ 129 in Fahrt über Passendorf (heute Halle (Saale)) 1936

Der Zeppelin LZ 129 „Hindenburg“ (Kennzeichen D-LZ129), benannt nach dem deutschen Reichspräsidenten Paul von Hindenburg, war neben seinem Schwesterluftschiff LZ 130 eines der beiden größten jemals gebauten Luftfahrzeuge. Seine Jungfernfahrt war im März 1936. Am 6. Mai 1937 wurde er bei der Landung in Lakehurst (New Jersey, USA) zerstört, als sich die Wasserstofffüllung entzündete. 35 der 97 Menschen an Bord sowie ein Mitglied der Bodenmannschaft kamen ums Leben.

## Das Schiff
Das Gerippe von LZ 129 bestand aus Duraluminium, einer sehr festen Aluminiumlegierung.
Das Schiff war 245 Meter lang, hatte einen Durchmesser von 41,2 Metern und ein Gasvolumen von 200.000 Kubikmetern. Seine durchschnittliche Reisegeschwindigkeit betrug 100–120 km/h, seine Reiseflughöhe 400–600 Meter, oftmals auch nur 200 Meter. In insgesamt 15 Räumen konnten 8,7 Tonnen Fracht transportiert werden.
Im Gegensatz zu vorhergehenden gebauten Zeppelinen befanden sich bei LZ 129 die Räume für die Passagiere auf zwei Decks im Inneren des Auftriebskörpers. Diese Anordnung der Fahrgastanlage war jedoch nicht neu. Bereits die britischen Starrluftschiffe R100 und R101 verfügten über diese Art der Passagierunterbringung im Inneren des Schiffskörpers. So konnte mehr Platz bereitgestellt werden. Diese Neuerung war bereits für LZ 128 vorgesehen. Die Verkleinerung der Gondel, die jetzt nur noch zum Steuern des Luftschiffs diente, verringerte auch den Luftwiderstand des Schiffes. Die Einrichtungen zum Passagiertransport wurden Fahrgastanlage genannt. Diese befand sich etwa auf einem Viertel der Länge des Rumpfes auf zwei Decks und verfügte backbords und steuerbords über schräg nach unten stehende Fenster. Zwei nach unten schwenkbare Treppen erlaubten den bequemen Ein- und Ausstieg am Boden.
Chefkonstrukteur von LZ 129 war Ludwig Dürr. Die Innenausstattung stammte von dem deutschen Architekten Fritz August Breuhaus de Groot, der diese mit seinem damaligen Mitarbeiter Cäsar F. Pinnau entworfen hatte.

## Ausstattung
Der Innenbereich war aus Gründen der Gewichtsersparnis im Bauhausstil gehalten, dazu zählten unter anderem Möbel aus Leichtmetall.
Für die Passagiere standen anfangs 25 Schlafkabinen mit 50 Betten, nach der Erweiterung im Winter 1936/37 72 Betten zur Verfügung; dabei wurden zehn zusätzliche Kabinen (davon eine für vier Personen) eingebaut. Die Kabinen von LZ 129 besaßen je ein Doppelstockbett, ein in die Wand einklappbares Waschbecken mit warmem und kaltem Wasser, einen Klapphocker mit ausklappbarem Tischchen sowie einen Taster, um das Personal zu rufen. Im Vergleich zu den luxuriösen Kabinen der damaligen Transatlantikliner, die mit LZ 129 in direkter Konkurrenz standen, waren die beheizbaren Kabinen von LZ 129 äußerst spartanisch und eher mit komfortablen Schlafwagenabteilen zu vergleichen; daher verbrachten die Passagiere die meiste Zeit in den anderen Räumen der Fahrgastanlage. Da der Kabinentrakt mittig eingebaut worden war, verfügten die Kabinen über keine Fenster. Gegen einen Aufpreis wurden die Kabinen auch in eine Einzel-Konfiguration umgebaut.
Das obere Deck (A-Deck) hatte ca. 22 m Breite und 14 m Länge. Es enthielt auf der einen Seite einen großen Speisesaal, der sich über die gesamte Länge des Passagierbereichs hinzog. Hier speisten die Fahrgäste bis 1936 gemeinsam, mit der erhöhten Passagierkapazität ab 1937 in zwei Tischzeiten. Bei Bedarf konnten die Einzeltische auch zu einer langen Tafel verbunden werden. Auf der anderen Seite gab es eine Lounge mit Sitzgruppen. In Fahrtrichtung befand sich, durch eine Querwand abgetrennt, ein Schreib- und Lesezimmer, das über Schreibplätze, Lesetische und Sessel verfügte. Ein Schrank bot Bücher und Zeitungen an und verfügte auch über einen Briefkasten für an Bord verfasste und zu versendende Briefe und Postkarten. Auf beiden Seiten schlossen sich Promenaden an, die mit teilweise zu öffnenden Fenstern und Sitzgelegenheiten ausgestattet waren. Letztere dienten teils, so beispielsweise bei der Olympiafahrt 1936, als zusätzliche Speiseplätze für die Passagiere. Beide Raumeinheiten waren durch einen Korridor verbunden, der an das Treppenhaus angeschlossen war. Hier befand sich auch der Zugang zu den entlang von drei Gängen liegenden Kabinen.

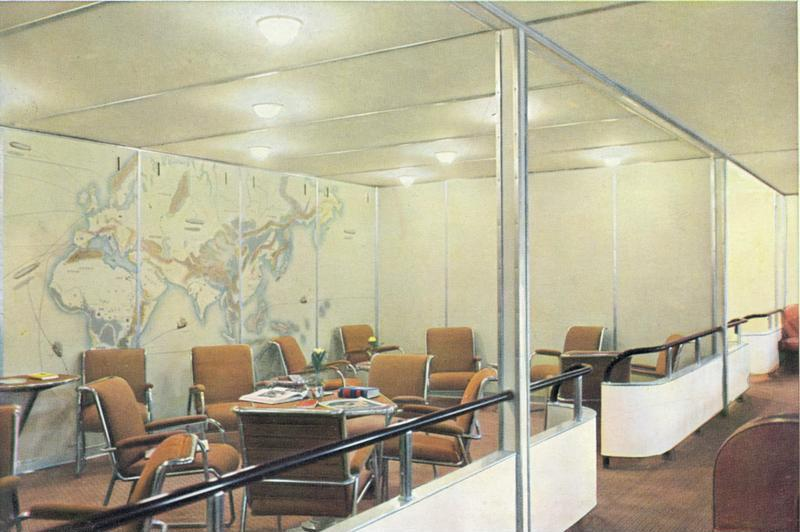
Gesellschaftsraum, im Hintergrund eine der Wandmalereien

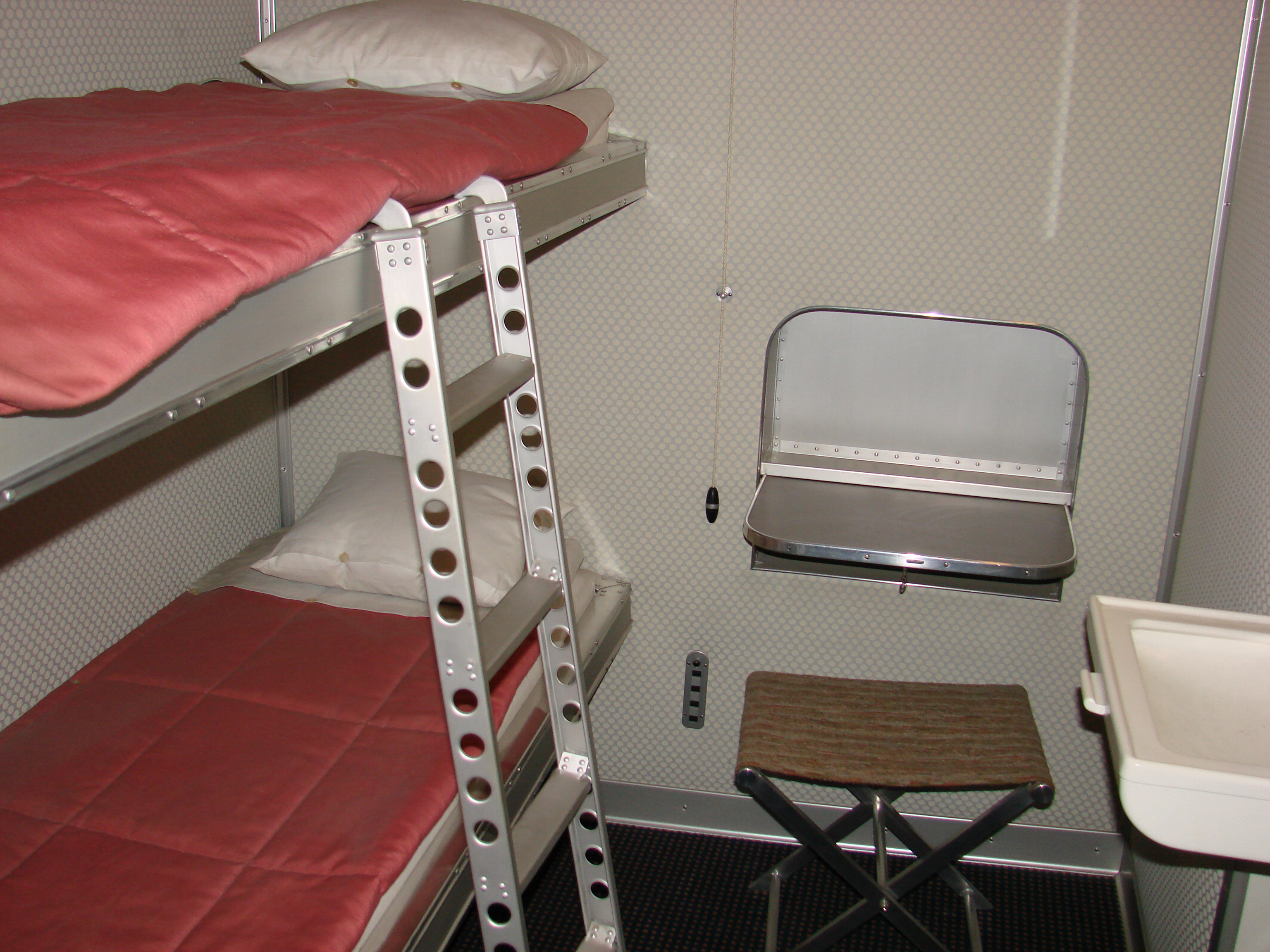
Innenansicht einer rekonstruierten Passagierkabine

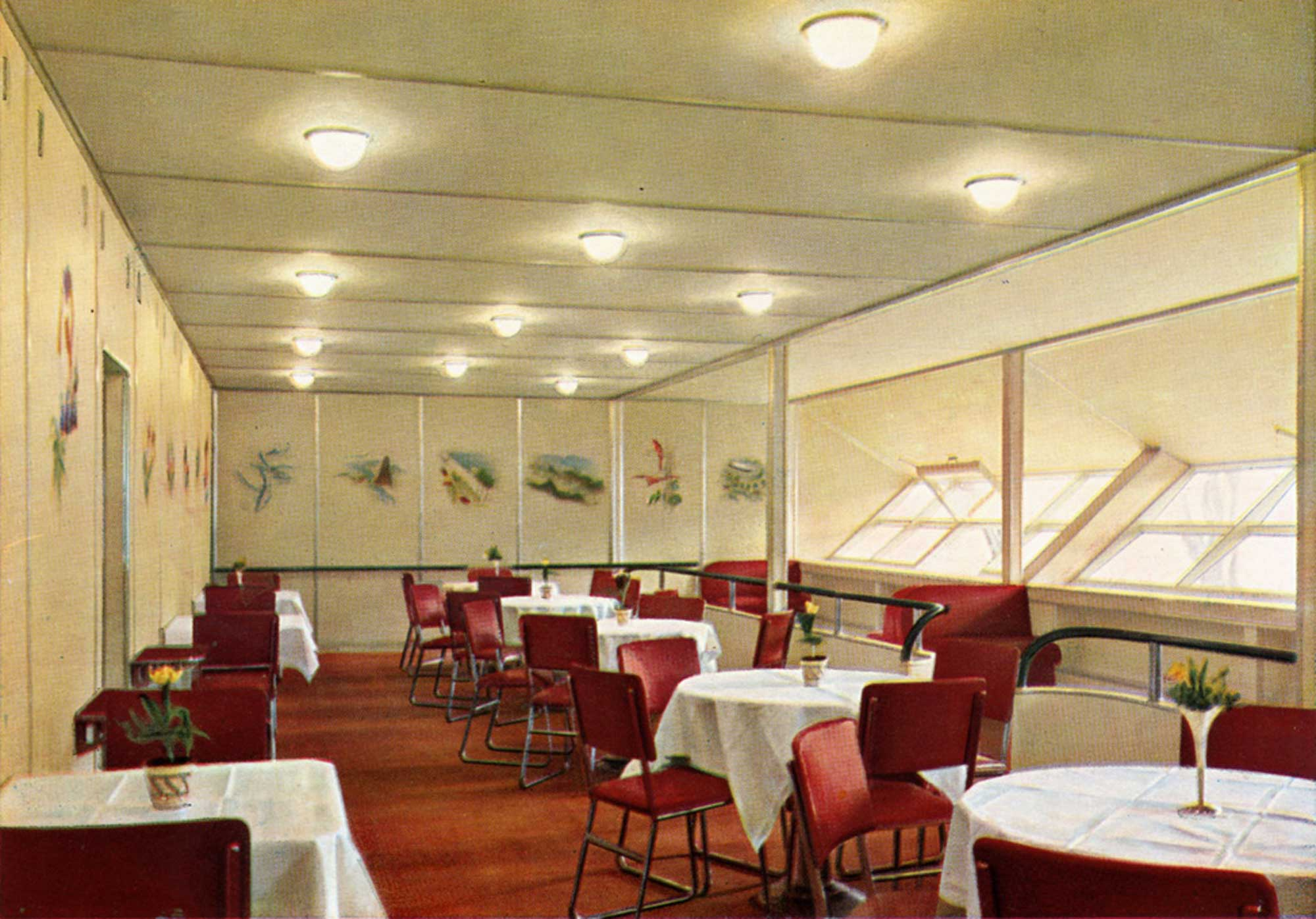
Speisesaal des Luftschiffs

Das untere Deck (B-Deck) war durch den mittig verlaufenden Kielgang geteilt. Steuerbordseitig lag ein Rauchsalon, der zuvor erstmals in die R101 eingebaut worden war. Er hatte eine eigene Belüftung, die aus Sicherheitsgründen einen leichten Überdruck erzeugte, damit von außen keine brennbaren Gase eindringen konnten. Dort befand sich auch das einzige Feuerzeug an Bord, das vom Steward verwaltet wurde. Vor dem Raucherraum war eine kleine Bar eingerichtet, beide Einheiten wurden zur Vermeidung von unkontrolliertem Luftaustausch durch eine Schleusentür vom restlichen Passagierbereich abgetrennt. Der restliche Teil des B-Decks war steuerbordseitig hauptsächlich mit Toiletten und dem Büro des Zahlmeisters, backbordseitig der Mannschafts- und Offiziersmesse mit 24 bzw. zwölf Sitzplätzen eingerichtet, was durch den Betrieb des Schiffes in drei Schichten möglich wurde. Der Mannschaftsbereich war vom Passagierbereich abgetrennt. Außerdem befanden sich zwischen den Messen die Küche und die Spülküche, deren Speisen über einen Aufzug in die darüberliegende Anrichtekammer gelangten, welche seitlich des Speisesaals lag. Zur Ausstattung der Küche zählten ein elektrischer Herd mit vier Kochplatten, ein Back- und Bratofen sowie ein Kühlschrank. Es gab auf dem Deck auch – erstmals auf einem Luftschiff – eine Dusche. In Richtung des Hecks schlossen sich steuerbords die zehn zusätzlichen Kabinen an das B-Deck an. Diese verfügten im Gegensatz zu den Kabinen des A-Decks über Fenster, die fast senkrecht nach unten gingen.
Berühmt wurde auch der Blüthner-Flügel. Das Musikinstrument wurde auf einigen Fahrten in der Lounge mitgeführt und war speziell für LZ 129 angefertigt worden. Es bestand ebenso wie das Schiff zum größten Teil aus Aluminium und war mit gelbem Schweinsleder überzogen. Der Flügel wog nur etwa 180 kg. Er wurde jedoch im Zuge des Umbaus auf die höhere Passagierkapazität aus Gewichtsgründen entfernt. Im Jahre 1943 wurde das Instrument bei einem Bombenangriff auf Leipzig zerstört.
Die Wände der öffentlichen Räume waren mit Ballonseide überzogen, auf die der Künstler Otto Arpke unter Zuhilfenahme von Schablonen Malereien gespritzt hatte. Hierbei waren der Speisesaal mit Darstellungen der Reiseziele von Zeppelinen verziert, das Schreib- und Lesezimmer mit Illustrationen aus der Geschichte der Postbeförderung und der Rauchsalon mit Bildern verschiedener historischer Fluggeräte, von der Montgolfière bis zu LZ 127; zusätzlich eine Karte des Nordhimmels. An der Wand der Lounge befand sich eine Weltkarte, auf die die historischen Routen der Entdecker sowie wichtige Flüge der Zeppeline eingezeichnet waren.
Für die Besatzung gab es 54 Schlafplätze, die sich im Rumpf des Schiffes befanden. Maximal ausgelegt war die Besatzung nach dem Luftschiffumbau auf 61 Besatzungsmitglieder. Die Unterkünfte der Besatzung (mit Ausnahme des Kapitäns) beschränkten sich auf eine Schlafpritsche, eine Kiste zum Verstauen persönlicher Gegenstände sowie einige Kleiderbügel. Erstmals waren die Mannschaftsmitglieder nicht zentral untergebracht, sondern hatten ihre Schlafräume entlang des Kielgangs, im Heck, hinter den Fahrgasträumen auf dem unteren Deck oder im Bug vor der Führergondel.

## Entstehung

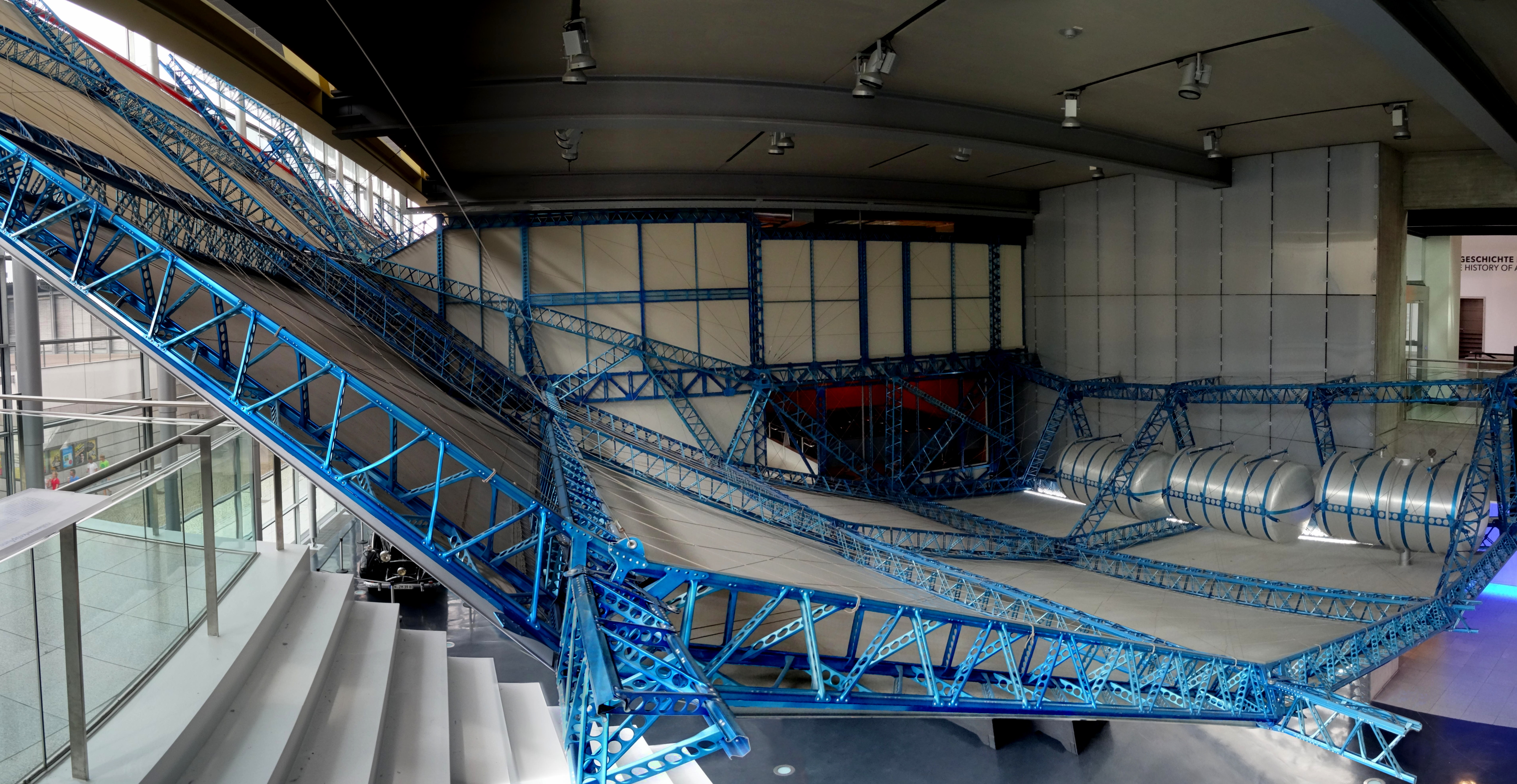
Gerippe des „Hindenburg“-Nachbaus im Zeppelin Museum Friedrichshafen

Ein Grund für die Größe von LZ 129 war der geplante Einsatz von Helium als Traggas, das den leicht entzündlichen Wasserstoff ersetzen sollte. Der ursprünglich geplante Nachfolger des überaus erfolgreichen LZ 127 „Graf Zeppelin“, der Zeppelin LZ 128, wurde nach dem Verlust des englischen Luftschiffes R101, bei dem nach der Notlandung ein Wasserstofffeuer die meisten Opfer forderte, nicht verwirklicht. An dessen Stelle trat die für den Heliumeinsatz nochmals vergrößerte Konstruktion von LZ 129 „Hindenburg“. Zur damaligen Zeit waren die USA der einzige Lieferant von Helium. Damals wie heute wird Helium hauptsächlich beim Abbau von Erdgas bzw. Erdöl als Koppelprodukt gewonnen, da es in einigen Lagerstätten aufgrund von Alphazerfall radioaktiver Elemente lokal entsteht, und sich bei entsprechenden geologischen Bedingungen ansammeln kann. In besonders heliumreichen Vorkommen kann es sein, dass Helium bis zu einigen Masseprozent des geförderten Gases ausmacht. Beinahe sämtliche bekannten derartigen Vorkommen befanden sich damals in den USA. Diese hatten ein Verbot erlassen, Helium zu exportieren. Dennoch wurde Hugo Eckener während der Planungsphase der „Hindenburg“ die Lieferung von Helium in Aussicht gestellt. Er führte diesbezüglich im Jahr 1929 sogar ein Gespräch mit US-Präsident Herbert Hoover im Weißen Haus. Vor dem Hintergrund des aufstrebenden Nationalsozialismus und aus der Befürchtung, dass mit Helium ein Luftschiff kriegstauglich werden könnte, wurde von den USA jedoch entschieden, kein Helium zu liefern. Man entschloss sich daher, auch den LZ 129, wie bereits alle vorherigen deutschen Zeppeline, mit Wasserstoff zu betreiben.
Die Planungen begannen im Herbst 1930 auf Grundlage von LZ 128. Im Winterhalbjahr 1931/1932 wurde mit dem Bau begonnen. In den Jahren 1934 und 1935 stellte die nationalsozialistische Regierung mehr als 11 Millionen Mark zur Fertigstellung des Zeppelins zur Verfügung. Nach rund fünf Jahren fand am 4. März 1936 die erste Werkstattfahrt statt, bei der das Schiff noch ungetauft war. Die Fahrt dauerte drei Stunden und führte mit 87 Personen über den Bodensee. Aus technischer Perspektive verliefen die Tests erfolgreich. Auf beiden Seiten des Schiffes warben bei dieser Erstfahrt bereits die fünf ineinander geschlungenen Olympiaringe für die Olympischen Spiele 1936 in Berlin.

## Technik

### Dimensionen und Maße

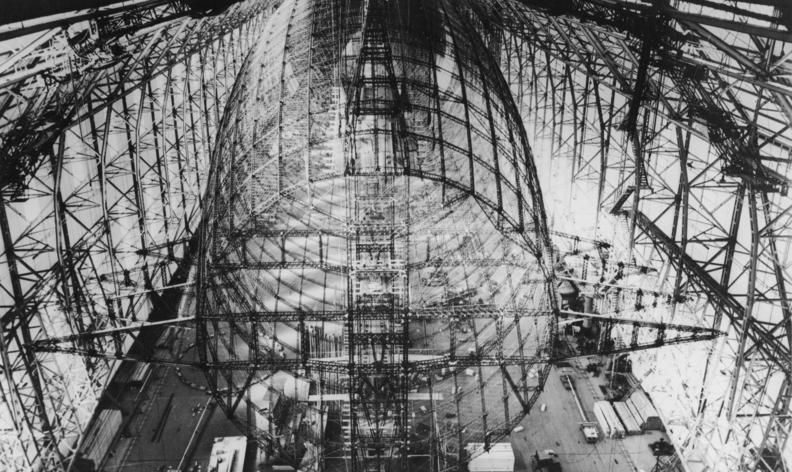
Bau des Luftschiffs LZ 129 „Hindenburg“

LZ 129 „Hindenburg“ besaß 15 Hauptringe mit einem Abstand von je rund 15 m, die Platz für 16 Traggaszellen mit einem maximalen Volumen von etwa 200.000 Kubikmetern schufen. Sie waren normalerweise zu 95 Prozent mit etwa 190.000 m³ Wasserstoff gefüllt. Je zwei Heck- und Bugtraggaszellen waren miteinander verbunden.
LZ 129 „Hindenburg“ besaß einen Nenngasinhalt von 190.000 m³ (Prallgasinhalt von 200.000 m³).
Der Schiffskörper mit 36-eckigem Querschnitt hatte eine Länge von 246,7 Metern und einen größten Durchmesser von 41,2 Metern. Auf den Landerädern stehend war das Schiff 44,7 Meter hoch, die Breite mit den Luftschrauben betrug 46,8 m. Mit diesen Dimensionen näherte es sich dem Volumen der Titanic (269,04 Meter Länge, 66,5 Meter Höhe (trocken), 28,19 Meter Breite).
Von den bis zu 242 Tonnen Gesamtgewicht entfielen etwa 118 t auf das Leergewicht. Das normale Dienstgewicht lag bei rund 220 t. Der Zeppelin besaß eine Ladefähigkeit für etwa 11 t Post, Fracht und Gepäck. Es konnten 88.000 Liter Dieselkraftstoff, 4500 l Schmieröl und 40.000 l Wasserballast mitgeführt werden. Der Kraftstoffvorrat lagerte in Aluminiumfässern, die an den seitlichen Laufgängen mitgeführt wurden.

### Steuerung
Im Gegensatz zu sämtlichen Passagier-Zeppelinen vorher war die neun Meter lange Gondel durch die Verlegung der Fahrgasträume ins Luftschiffinnere erstmals eine reine Führergondel und bestand aus drei Räumen: dem Steuerraum mit den Steuerrädern, dem Navigationsraum mit Peil- und Kommunikationsanlagen und dem Peilraum, in dem eine Leiter den Aufstieg in den Rumpf ermöglichte.
Als Notfallsteuerung befand sich in der Kielflosse, die gemeinsam mit der Führergondel über den tiefsten Punkt des Schiffes und deshalb über eine Einstiegsluke für die Mannschaft und ein Landerad verfügte, ein Hilfssteuerstand.

### Antrieb und Flugleistungen

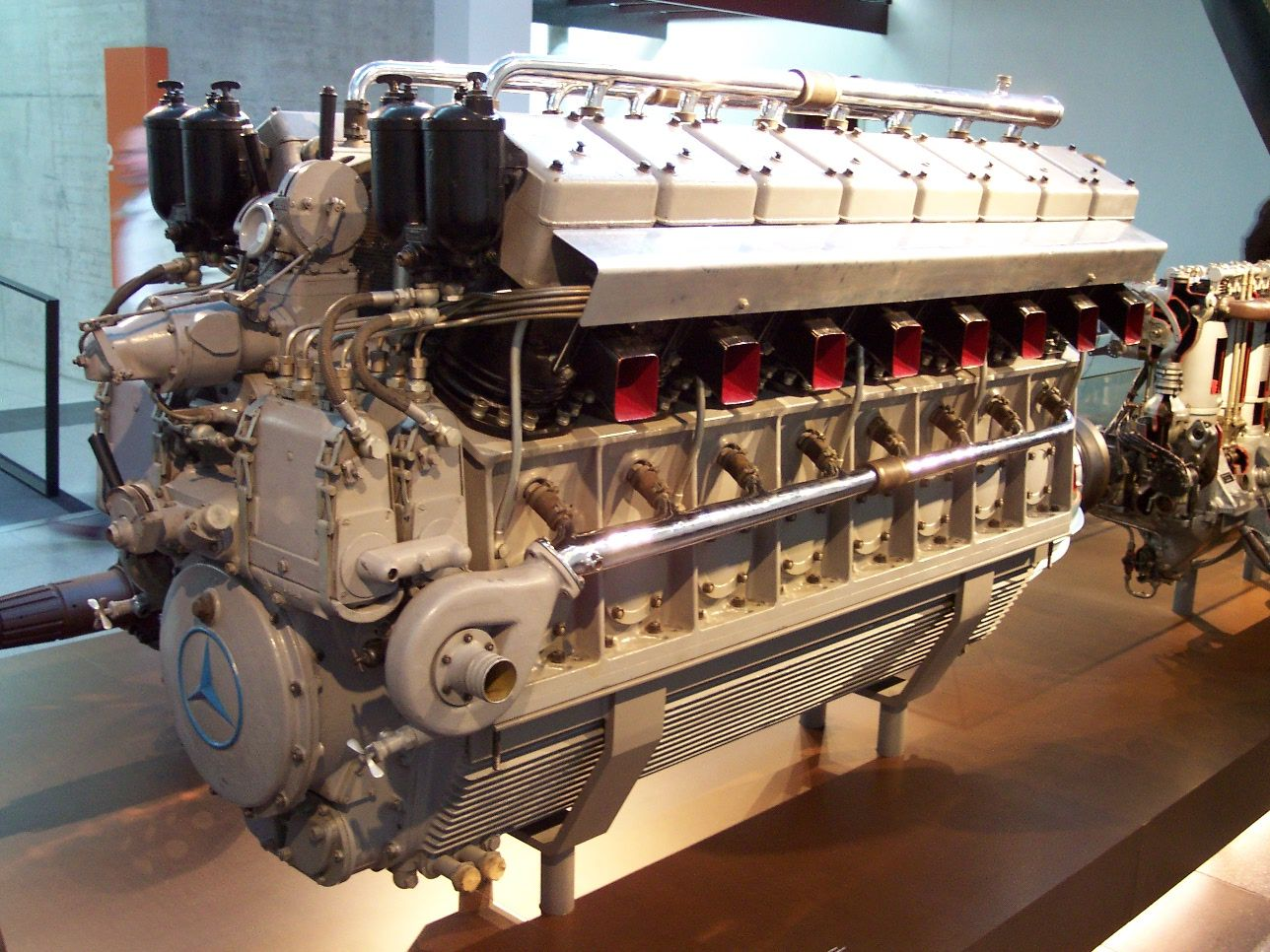
16-Zylinder-Dieselmotor DB 602

Als erster Zeppelin überhaupt wurde LZ 129 mit Dieselmotoren angetrieben. Vier von Daimler-Benz speziell entwickelte wassergekühlte Sechzehnzylinder-V-Motoren des Typs DB 602 (werksintern: LOF 6) waren zu beiden Seiten des Rumpfes in vier stromlinienförmigen Gondeln angebracht.  Eine Druckluftanlage speiste die Landeradfederbeine und die Echolotanlage und diente zum Anlassen/Umsteuern (vorwärts/rückwärts) der Motoren. Über zuschaltbare Kompressoren konnten die Druckluftbehälter, die sich in den Maschinengondeln und an den beiden Gondelringen am Kiellaufgang befanden, wieder aufgefüllt werden. Eine elektrische Vorwärmung von Schmieröl und Kühlwasser war möglich. Je ein Maschinist überwachte in den Gondeln die Motoren, die über einen Seitenlaufgang vom Kielgang aus zugänglich waren.
Bei den Dieselmotoren handelte es sich um Viertaktmotoren mit Vorkammereinspritzung. Eine als MB 502 (werksintern: BOF 6) modifizierte Version diente zum Antrieb von Schnellbooten der Kriegsmarine. Später erfolgte die Weiterentwicklung zum 20-Zylinder-Motor MB 501/518, der nach dem Krieg zu einem Standardmotor für Marine-(See)Schiffe wurde und unter der Bezeichnung 20 V 672 bis in die 1970er Jahre im MTU-Fertigungsprogramm war. Der DB 602/LOF 6 hat einen Hubraum von 88,5 Litern (Bohrung: 175 mm, Hub: 230 mm), eine Dauerleistung von je 588 bis 662 kW (800 bis 900 PS) und eine Höchstleistung von 883 kW (1200 PS). Die Nenndrehzahl betrug 1400 min−1.
Als Luftschrauben kamen vierflügelige, aus Holz gefertigte Druckpropeller mit einem Durchmesser von sechs Metern des Propellerwerks Heine aus Berlin-Friedrichshain zum Einsatz. Sie wurden über ein Farman-LZ-Getriebe, das direkt am Motor angebaut war und die Umdrehungszahl halbierte, angetrieben. Das Schiff erreichte eine Marschgeschwindigkeit von etwa 125 km/h und hatte eine Reichweite von bis zu 16.000 km.

### Hülle
Die Gaszellen bestanden nicht mehr aus Goldschlägerhaut, wie bei früheren Zeppelinen, sondern aus zwei Stoffschichten, die eine gelatineartige Substanz umschlossen, wie sie ähnlich auch zuvor bei der von der Goodyear-Zeppelin Corporation gebauten USS Akron und USS Macon verwendet worden waren. Die Gasdurchlässigkeit betrug nur 1 l/m² in 24 Stunden. Die Technik des Axialgangs wurde von LZ 127 übernommen.
Die Außenhülle bestand aus Stoff, und zwar aus Baumwollbahnen und Leinen, mit einer Gesamtfläche von ca. 34.000 m². Zum Zwecke größerer Wetterbeständigkeit und besserer Glätte war sie mehrmals mit Cellon (einem Acetyl-Zellulose-Präparat) gestrichen. Durch Beimischen von Aluminiumpulver zum Lack war die Hülle zum Wärmeschutz reflektierend ausgeführt. Außerdem hatte sie innen oben als Strahlungsschutz gegen ultraviolette Strahlen einen Anstrich aus Eisenoxidpigment.

### Verbesserungen
Durch die lange Planungsphase und den Abbruch des Projektes LZ 128, welches in LZ 129 überging, konnten beim Bau zahlreiche technische Verbesserungen ins Auge gefasst werden.

### Wissenswertes

Die „Hindenburg“ im Vergleich zu Hughes H-4, Boeing 747, Antonow An-225 und Airbus A380

- Zur Geschwindigkeitsmessung des Luftschiffs wurden zwei verschiedene Verfahren eingesetzt. Einerseits wurde eine Messung über einen Lichtstrahl vorgenommen. Andererseits wurde auf eine laute Pfeife zurückgegriffen, sodass die Geschwindigkeit des Luftschiffs über die Schallausbreitungsgeschwindigkeit gemessen wurde.[23]
- Jeder Passagier des Luftschiffes wurde mit einem Gewicht von 80 kg zuzüglich 20 kg Freigepäck kalkuliert. Darüber hinaus wurden Einrichtungsgegenstände in der Kabine, Lebensmittel und Waschwasser pro Passagier umgelegt, sodass ein Fahrgast bei einer Fahrt nach Südamerika mit einem durchschnittlichen Gewicht von 300 kg bemessen wurde.[24]
- Neben den Passagieren und der Mannschaft transportierte der Zeppelin Fracht und Post. Briefcouverts wurden mit dem Stempel der Deutschen Zeppelin-Reederei (DZR) versehen.[25]
- Auf einer Fahrt im März/April 1936 transportierte die „Hindenburg“ den 500.000sten gebauten Opel, einen Opel Olympia, von Friedrichshafen nach Rio de Janeiro – der weltweit erste Transport eines Autos per Luftfracht.[26][27][28]

## Fahrten

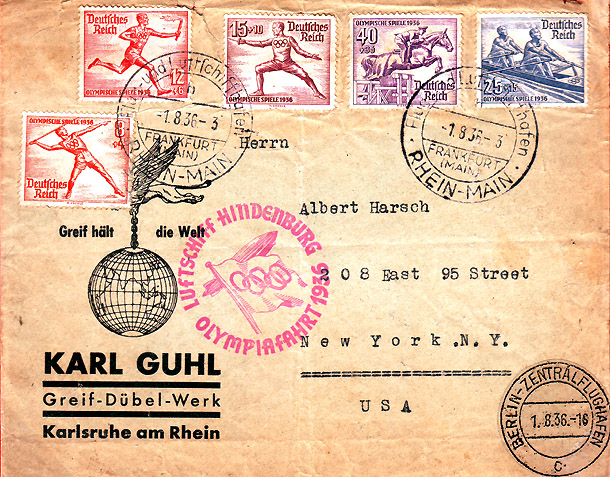
Post: Olympiafahrt 1936, 1. August.

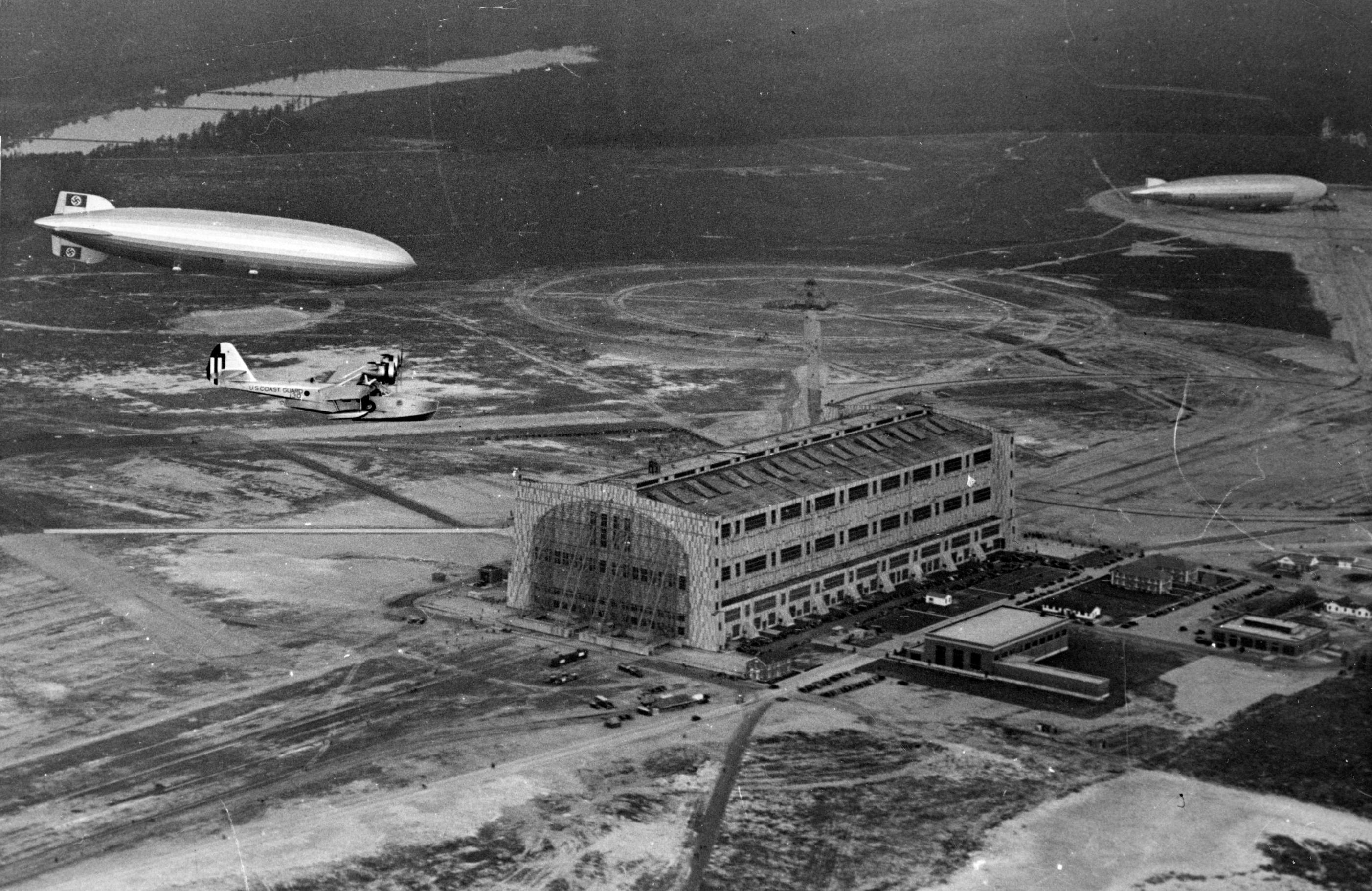
LZ 129 erreicht am 9. Mai 1936 Lakehurst.

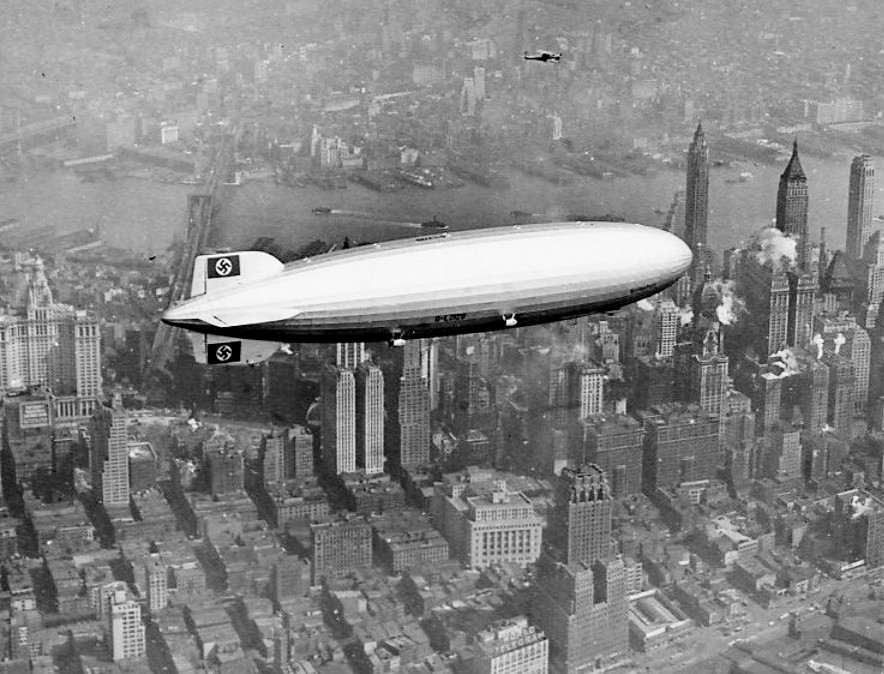
LZ 129 über New York kurz vor dem Unglück

### Erste Probefahrt
Am 4. März 1936 absolvierte das Luftschiff „Hindenburg“ seine erste Probefahrt mit 85 Personen (55 Besatzung, 30 Fahrgäste) von Friedrichshafen über Meersburg zurück nach Friedrichshafen. Die von 15:19 Uhr bis 18:25 Uhr dauernde Fahrt über 180 Kilometer wurde von Ernst A. Lehmann, Hans von Schiller und Hugo Eckener geführt. Während der Fahrt wurden 1640 kg Treibstoff und 60 kg Schmieröl verbraucht. Am selben Tag erfolgte die offizielle Inbetriebnahme.
Am 19. März 1936 wurde LZ 129 an die Deutsche Zeppelin-Reederei (DZR) abgeliefert.

### Transatlantikdienst
Die Vorgeschichte des Transatlantikdienstes findet sich in den Fahrten des LZ 127 „Graf Zeppelin“ dessen Weltreisen Nordamerika 1928 und 1929 bedienten.
Die „Hindenburg“ kam nach ihrer Indienststellung vor allem auf den Transatlantikstrecken von Deutschland (meistens von Frankfurt am Main) nach Rio de Janeiro sowie nach Lakehurst bei New York zum Einsatz.
Am 31. März brach das Luftschiff erstmals von Friedrichshafen-Löwental nach Rio de Janeiro in Brasilien auf. Kommandant war Ernst A. Lehmann, an Bord befand sich auch Hugo Eckener. Hinter den Kapverdischen Inseln fiel einer der Motoren aus, der Schaden konnte jedoch nach der Ankunft in Rio de Janeiro behoben werden.
Die erste kommerzielle Passagierfahrt in Richtung USA startete am Abend des 6. Mai 1936 um 21:30 Uhr in Frankfurt und endete nach der Rekordzeit von 61,5 Stunden am Morgen des 9. Mai um 6:10 Uhr am Ankermast von Lakehurst.
Insgesamt fuhr LZ 129 „Hindenburg“ 1936 zehnmal in die USA (Lakehurst) und siebenmal nach Brasilien (Rio de Janeiro). Es beförderte im ersten Jahr seiner Indienststellung 1600 Passagiere über den Atlantik und sammelte dabei 3000 Flugstunden an. Die durchschnittliche Fahrzeit in die USA betrug 59 Stunden, zurück wegen der günstigeren Luftströmungen nur 47 Stunden. Das Luftschiff war auf der Fahrt in den Westen zu 87 % und auf der Rücktour zu 107 % ausgebucht. Dabei wurden einige zusätzliche Passagiere in Offizierskabinen untergebracht. Ein Fahrschein kostete damals 400–450 US-Dollar (Hin- und Rückfahrt 720–810 US-Dollar, was einem heutigen Wert von etwa 16.000–18.000 US-Dollar entspricht).
Für die Saison Anfang 1937 wurden zehn zusätzliche Kabinen, darunter eine Vierbettkabine, auf dem B-Deck installiert, die die Kapazität auf 72 Passagiere steigerten. Dies war unter anderem durch den erhöhten Auftrieb möglich, den das Wasserstoff-Traggas gegenüber dem ursprünglich geplanten Helium mitbrachte.

### Bilanz

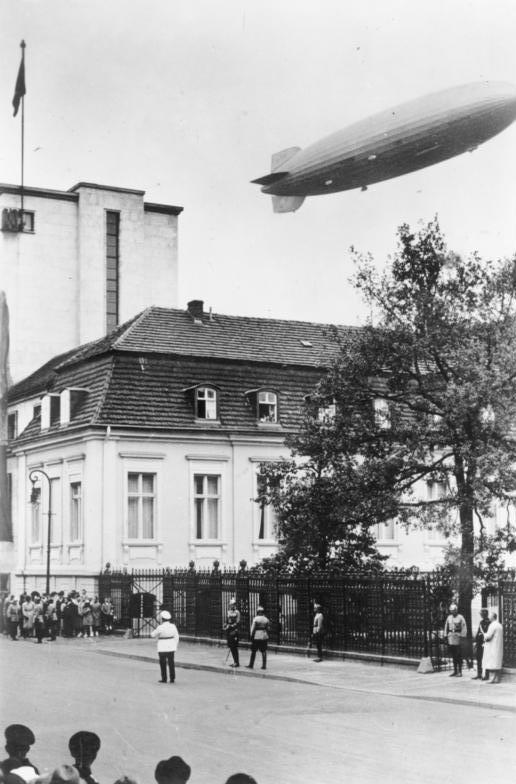
1936: LZ 129 „Hindenburg“ bei einer Olympia-Werbefahrt über Berlin

Von der Inbetriebnahme am 4. März 1936 bis zum Unglück am 6. Mai 1937 legte LZ 129 „Hindenburg“ etwa 337.000 Kilometer während 63 Fahrten zurück.
Die längste Fahrt des Luftschiffs fand vom 21. bis zum 25. Oktober 1936 von Frankfurt am Main nach Rio de Janeiro statt. Die zurückgelegte Strecke betrug 11.278 km bei einer Fahrzeit von 111,41 Stunden und einer Durchschnittsgeschwindigkeit von 101,8 km/h. Die schnellste Fahrt führte vom 10. bis 11. August 1936 von Lakehurst nach Frankfurt. Dabei wurde eine Strecke von 6732 km in 43,02 Stunden zurückgelegt. Das entspricht einer Durchschnittsgeschwindigkeit von 157 km/h. Verantwortlich dafür waren günstige Winde.

### Einsatz für Propagandazwecke
- 26. bis 29. März 1936: Gemeinsame Deutschlandfahrt mit LZ 127 „Graf Zeppelin“. Dabei wurden unter anderem Flugblätter für die Nationalsozialisten abgeworfen, die diese Fahrt als Propaganda-Ereignis für die Reichstagswahl am 29. März nutzten; 6676 km.
- Während der Eröffnungszeremonie der Olympischen Spiele 1936 am 1. August fuhr die „Hindenburg“ von Frankfurt kommend über das voll besetzte Olympiastadion in Berlin. Kurz bevor Adolf Hitler zu der Zeremonie erschien, zog das Luftschiff die olympische Flagge an einem langen Seil befestigt über die Zuschauerränge; 1622 km.[31] Anschließend „verneigte“ sich LZ 129 vor Hitler, wobei die Trimmmannschaft mehrfach im Kielgang auf und ab lief.[30]

### Sonstige Fahrten
- Am 9. Oktober 1936 startete in den USA eine Fahrt über das Gebiet von Neuengland, zu dem die Unternehmen Colonial Esso, Standard Oil und die DZR die einflussreichsten und reichsten Industriellen Amerikas eingeladen hatten. Diese Rundfahrt wurde daher auch als Millionaires Flight bekannt; 1123 km.[32]

## „Hindenburg“-Katastrophe

### Unglück von Lakehurst

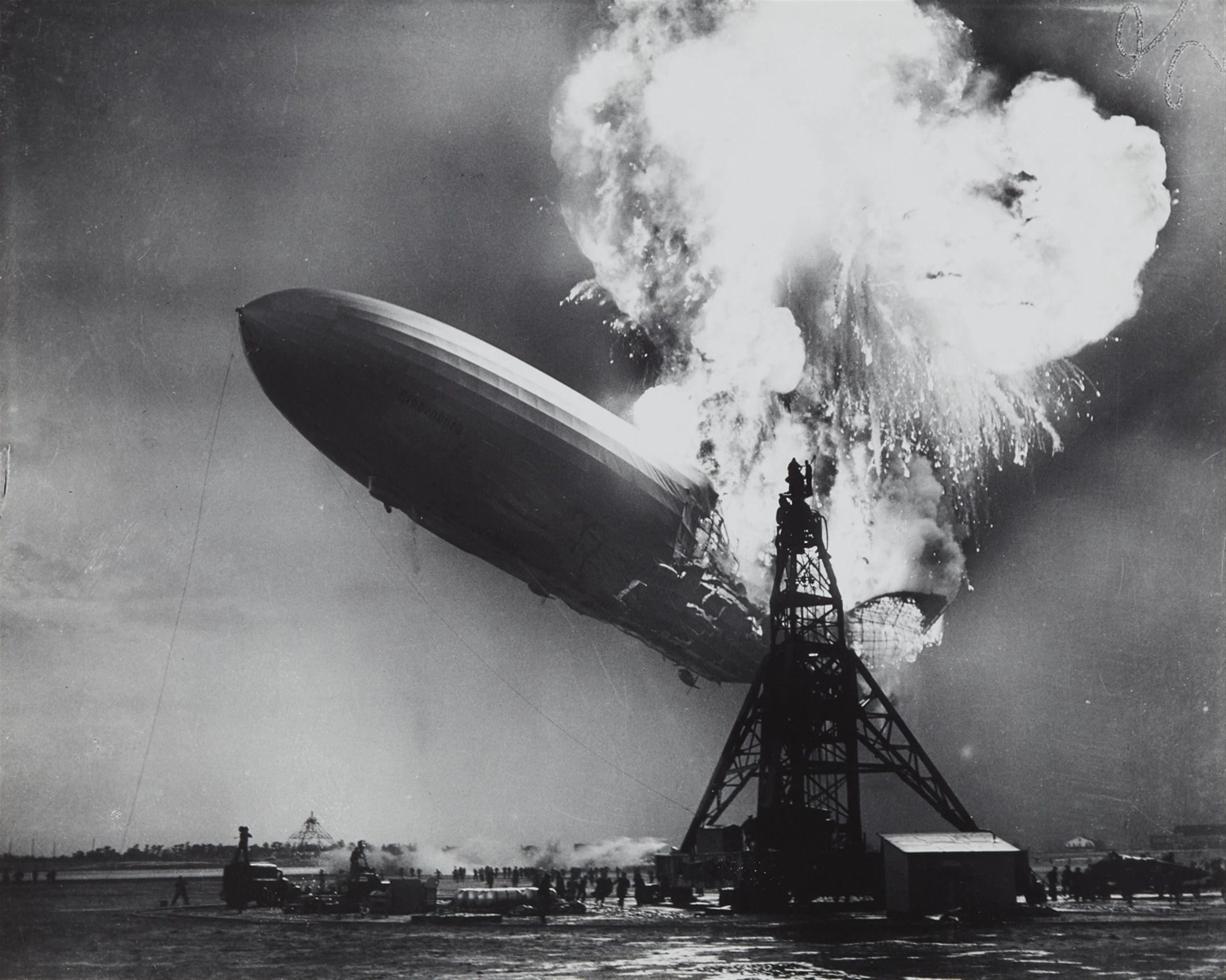
Das brennende Luftschiff

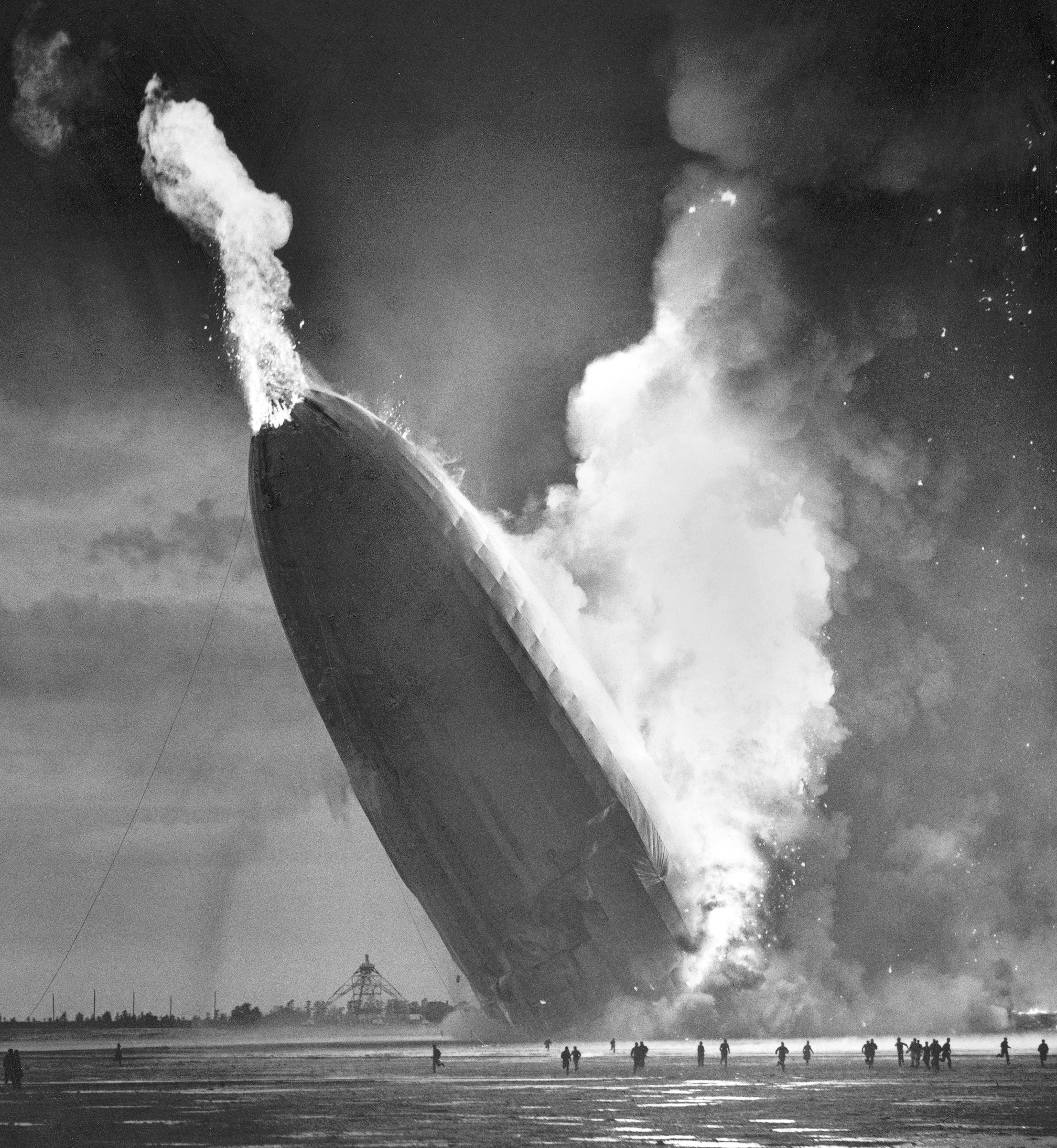
Das Feuer schießt, über den Axialsteg kommend, aus dem Bug des Luftschiffs

#### Verspätung und Absturz
LZ 129 „Hindenburg“ verunglückte am 6. Mai 1937 während einer Linienfahrt im Rahmen des Nordamerika-Programms der DZR von Frankfurt am Main nach Lakehurst (New Jersey) bei der Landung auf dem dortigen Luftschiffhafengelände. Die Fahrtroute führte über Köln (zwecks Postabwurfs über dem Flughafen Köln-Butzweilerhof). Ein Reporter in einem US-amerikanischen Wochenschau-Film verwendet zwar die Worte „from Hamburg“, aber da die Postkarten, die über Köln abgeworfen wurden, in Frankfurt am Main abgestempelt worden waren, ist von Frankfurt am Main als Startpunkt der Katastrophenfahrt auszugehen. Die Fahrt verlief – von den ungünstigen Wetterverhältnissen abgesehen – ohne besondere Vorkommnisse. Infolge Gegenwinds hatte LZ 129 eine Verspätung von zehn Stunden. Wegen drohender Gewitter fuhr der Kommandant Max Pruss (1891–1960) eineinhalb Stunden lang im Kreis, sodass sich die Landung nochmals erheblich verzögerte. Als der Zeppelin schließlich gegen 18:25 Uhr Ortszeit seine Position über dem Landemast erreichte, brach im Heckteil des Schiffes ein Wasserstoff-Feuer aus, das sich schnell ausbreitete. Das Luftschiff verlor dadurch seinen statischen Auftrieb und sank in etwa einer halben Minute auf den Boden. Durch die Flammen entzündete sich auch der restliche für die Antriebsmotoren mitgeführte Dieselkraftstoff.

#### Zeitzeugenberichte
Der amerikanische Reporter Herbert Morrison (1905–1989) schilderte in einem Live-Bericht vor Ort das Anlegemanöver. Er schilderte die Flammen, den Absturz, warnte die Menschen am Boden, berichtete von 150 Meter hohem Rauch und Flammen und dachte an die Passagiere.

#### Opfer
Bei dem Unglück kamen 35 (13 Passagiere, 22 Crewmitglieder) der 97 Personen (36 Passagiere, 61 Crewmitglieder) an Bord und ein Mitglied der Bodenmannschaft ums Leben. 23 Passagiere und 39 Crewmitglieder überlebten das Unglück. Todesursachen waren Sprung aus zu großer Höhe sowie Brandverletzungen bzw. Verbrennen. Ernst A. Lehmann war als Beobachter der Geschäftsführung auf dieser Fahrt dabei und starb am Tag nach dem Unglück an seinen Brandverletzungen. Zu den Todesopfern unter den Passagieren zählte der Mitinhaber der Firma Teekanne Ernst Rudolf Anders aus Dresden. Es war das erste tödliche Unglück in der zivilen Luftfahrt mit Zeppelin-Luftschiffen nach dem Ersten Weltkrieg. Mit dem HAPAG-Dampfer Hamburg kamen die sterblichen Überreste der Besatzungsmitglieder und einiger Passagiere am 21. Mai in Cuxhaven an, wo ein feierlicher Staatsakt organisiert wurde. Danach brachte man die Särge mit einem Sonderzug der Reichsbahn in die jeweiligen Heimatorte. So wie in Friedrichshafen, wo bei einer Trauerfeier am 23. Mai sechs Besatzungsmitglieder unter großer öffentlicher Anteilnahme beigesetzt wurden, gab es auch an den anderen Orten, besonders in Frankfurt, jeweils noch einmal größere Trauerfeierlichkeiten.
Eine größere Publizität hatte bis dahin kein Unglück in der modernen Luftfahrtgeschichte.

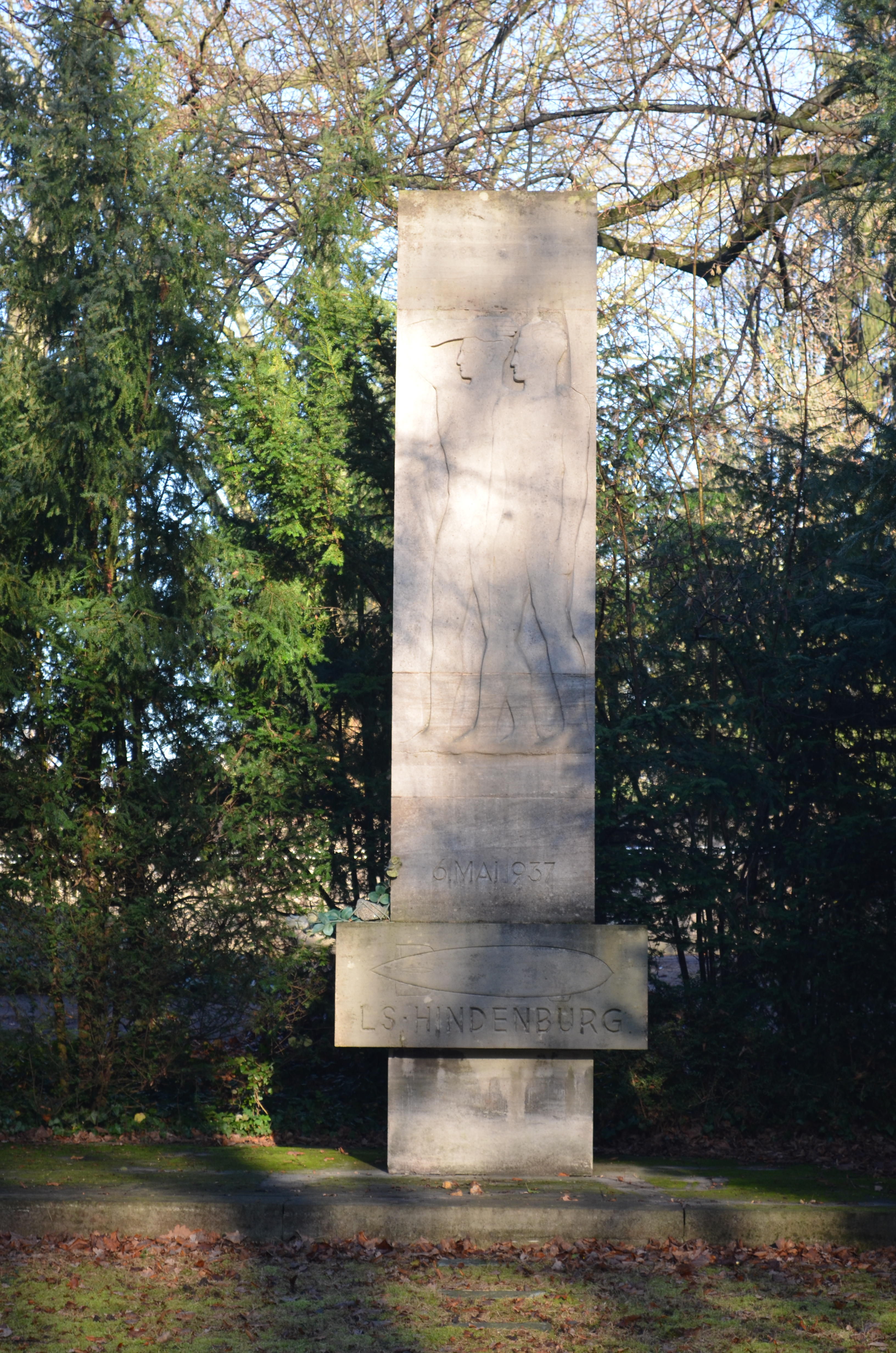
Denkmal Luftschiff „Hindenburg“ auf dem Frankfurter Hauptfriedhof

#### Denkmal
Direkt am Unglücksort wurde später ein Denkmal errichtet. Das aus polierten Steinplatten bestehende Werk soll vereinfacht die Umrisse des Wracks der „Hindenburg“ zeigen. Es ist mit einer gelben, schweren Ankerkette umrandet. Mittig befindet sich eine Widmungsplakette, die an das Unglück erinnert.
Auf dem Frankfurter Hauptfriedhof wurden die sieben Frankfurter Todesopfer in einem Gemeinschaftsgrab beigesetzt. Das Grabmal dient auch als Denkmal für die Opfer. Es wurde 1939 durch den Bildhauer Carl Stock errichtet und ist heute ein Ehrengrab und steht unter Denkmalschutz. In dem Grab waren nach der Inschrift auf der Gedenksäule Fritz Flackus (Koch), Ernst Schlapp (Elektriker), Kapitän Ernst A. Lehmann (als Beobachter der Geschäftsführung der Deutschen Zeppelin-Reederei (DZR) an Bord), Alfred Bernhardt (Steuermann), Franz Eichelmann (Funker), Willy Speck (Erster Funker) und Max Schulze (Steward) begraben. Ernst A. Lehmann wurde dort ursprünglich im Rahmen eines Staatsbegräbnisses beigesetzt, jedoch 1939 nach Grassau (Chiemgau) überführt, wo schon sein Sohn begraben lag und wohin die Witwe verzogen war.

#### Überlebende

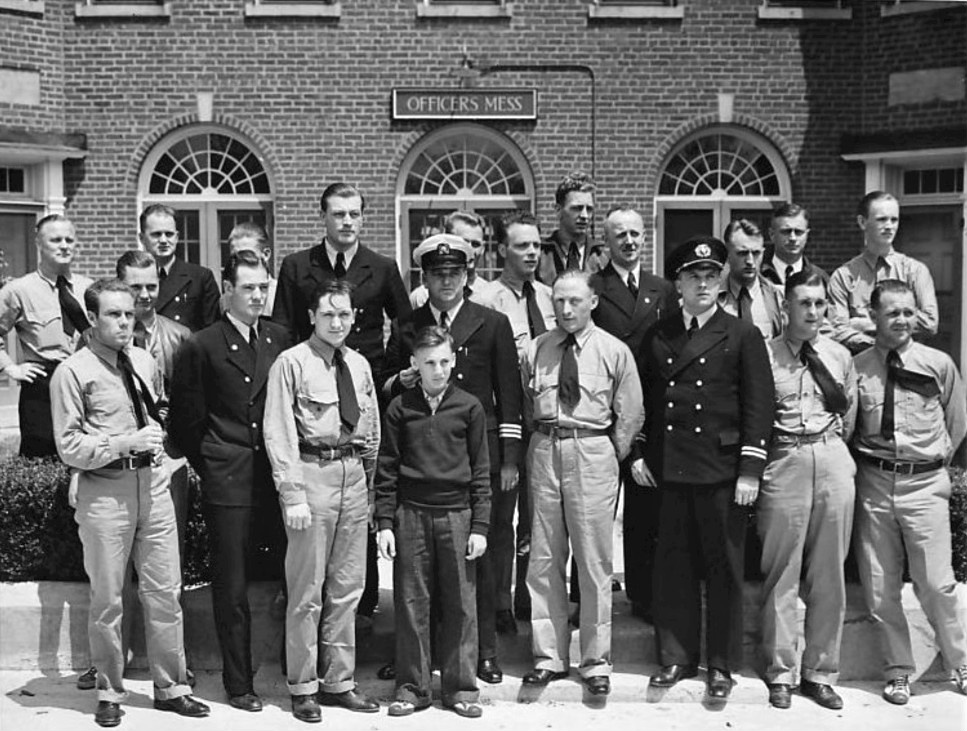
Gruppenfoto der nicht schwerer verletzten Besatzungsmitglieder drei Tage nach dem Unglück

Der Kapitän des Luftschiffes Max Pruss (1891–1960) überlebte schwer verletzt und blieb durch Brandnarben im Gesicht für den Rest seines Lebens gezeichnet. Der Erste Offizier Albert Sammt zog sich ebenfalls nicht unerhebliche Verbrennungen zu, war aber bereits 1938 wieder als Luftschiffer im Einsatz – als Kommandant von LZ 130. Zu den weniger stark betroffenen Besatzungsmitgliedern gehörten Flugbegleiter Heinrich Kubis und Höhensteuermann Eduard Boëtius, die während des Unglücks vielen Passagieren helfend zur Seite standen. Auch Funkoffizier Herbert Dowe überlebte das Unglück leicht verletzt. Die überlebenden Besatzungsmitglieder kehrten mit der Europa nach Deutschland zurück. Am 13. August 2014 starb mit Werner Franz (* 22. Mai 1922) der letzte Überlebende der Besatzung. Der Kabinenjunge von LZ 129 hatte Offiziere und Kapitäne bedient und Geschirr gespült. Bei der Katastrophe lief Wasser aus einem Tank über ihn, sodass er einen gewissen Schutz vor den Flammen hatte und nahezu unverletzt aus dem Luftschiff springen konnte. Er blieb jedoch zeitlebens traumatisiert. Ihn überlebte Werner Doehner (* 14. März 1929), der am 8. November 2019 im Alter von 90 Jahren als letzter der überlebenden Passagiere in einem Krankenhaus in Laconia, New Hampshire starb. Zu den nur leicht verletzten Passagieren gehörten Oberleutnant Claus Hinkelbein und der anschließend der Sabotage verdächtigte Akrobat Joseph Späh.
Nach einer Meldung vom 8. Mai 1937 im Pilsner Tagblatt überlebten 64 Menschen das Unglück (44 Besatzungsmitglieder und 20 Passagiere). Namentlich genannt wurden:
- Passagiere: Stöckle, Ehepaar Adolf, Hinkelbein, Heidenstamm, Witt, Mangone, Clemens, Späh, Leuchtenberg, Frau und drei Kinder, Doehner, Frau Kleemann
- Besatzungsmitglieder: Lehmann, Pruß, Heinrich Bauer, Ziegler, Wittemann, Samt, Zabel, Herzog, Kurt Bauer, Beutele, Schäuble, Döflein, Deeg, Stöffler, Franz, Henneberg, Xaver Maier, Lau, Klein, Speck, Dowel, Schweighart, Schönherr, Lenz, Kubis, Nialsen, Leiprecht, Deutschle, Sauter, Zettel, Steeb, Boetius, Werner, Balla, Dr. Rüdiger, Nunnenmacher, Fischer, Kollmer

### Ursachenforschung
Sofort nach dem Unglück vom 6. Mai 1937 setzte der Reichsminister für Luftfahrt Hermann Göring einen Untersuchungsausschuss ein, bestehend aus Hugo Eckener, Direktor Ludwig Dürr, Oberstleutnant Breithaupt, Professor Bock, Professor Dieckmann sowie Fliegerstabsingenieur Friedrich Hoffmann. Dieser veröffentlichte seinen Bericht 1938 in der Zeitschrift Luftwissen (Bd. 5, 1938, Nr. 1, S. 3–12).
Grundsätzlich bestehen folgende Möglichkeiten:
1. Gasleck und Funken nach dem Gewitter, möglicherweise ausgelöst durch einen Funkenschlag am Ankermast
2. Funkenschlag an den nassen, aus dem Bug abgeworfenen Landetauen
3. Elmsfeuer infolge elektrostatischer Aufladung, z. B. an den besonders präparierten, teils gummierten Außenhüllen
4. Sabotage, z. B. durch eine Bombe oder ein absichtliches Aufschlitzen der Hülle
5. Fehlbedienungen / menschliches Versagen
6. der Rauchersalon mit einem einzigen, von einem Steward gesondert gehüteten Anzünder-Feuerzeug.

Von Hitler wurden konspirative Sabotage-Theorien aus psychologischen Gründen der Verletzbarkeit des politischen wie Flugsystems nicht geduldet, womit auch aus diplomatischen Höflichkeitsgründen die Theorien der höheren Gewalt und Gewitter-Entladung die Oberhand behielten. Zu Bombenfunden oder Zündermechanismen wird nichts gesagt.
Unabhängig davon setzte das U.S. Department of Commerce ebenfalls eine Untersuchungskommission ein. Am 21. Juli 1937 wurde der umfangreiche Bericht (56 Schreibmaschinenseiten mit vier Anhängen) vorgelegt. Darin heißt es in der Zusammenfassung, dass die Ursache für den Brand die Entzündung eines Gas-Luft-Gemisches gewesen sein könne, die höchstwahrscheinlich durch eine Büschelentladung ausgelöst worden sei. Ein schlüssiger Beweis dafür wurde nicht vorgelegt.
Der deutsche Bericht ist etwas vorsichtiger abgefasst, favorisiert aber ebenfalls eine elektrische Entladung als Katastrophenursache, möglicherweise ausgelöst durch die abgeworfenen nassen Landetaue. Letztlich bleibt aber hier die Unglücksursache offen.
Hier ein Auszug aus dem Bericht des deutschen Untersuchungsausschusses:
„Falls daher nicht eine der vorher erwähnten verbrecherischen Anschlagsmöglichkeiten in Frage kommt, kann der Ausschuß als Ursache des Luftschiffbrandes nur das Zusammentreffen einer Reihe unglücklicher Umstände als einen Fall höherer Gewalt annehmen. In diesem Falle erscheint folgende Erklärung des Unglücks als die wahrscheinlichste:
Während der Anfahrt zur Landung entstand in der Zelle 4 oder 5 im Heck des Schiffes vielleicht durch Reißen eines Spanndrahtes ein Leck, durch das Wasserstoffgas in den Raum zwischen Zelle und Hülle einströmte. Hierdurch bildete sich im oberen hinteren Teil des Schiffes ein brennbares Wasserstoff-Luft-Gemisch.
Für die Entzündung dieses Gemisches sind zwei Fälle denkbar:
a) Infolge elektrischer atmosphärischer Störungen war z.Zt. der Landung des Luftschiffes das Potentialgefälle in der Nähe des Bodens so hoch, daß es nach Erdung des ganzen Schiffes an der Stelle seiner stärksten Erhöhung, nämlich am Heck, zu Büschelentladungen und damit zur Zündung geführt hat.
b) Nach Abwerfen der Landetaue wurde die Oberfläche der Außenhülle des Luftschiffes wegen der geringeren elektrischen Leitfähigkeit des Außenhüllenstoffes weniger gut geerdet als das Gerippe des Luftschiffes. Bei raschen Änderungen des atmosphärischen Feldes, wie sie bei einem Nachgewitter die Regel und auch im vorliegenden Fall anzunehmen sind, entstanden dann Potentialdifferenzen zwischen Stellen der Außenseite der Hülle und dem Gerippe. Falls diese Stellen hinreichend feucht waren, was gerade in der Gegend der Zellen 4 und 5 infolge der vorangegangenen Durchfahrt durch ein Regengebiet wahrscheinlich war, konnten diese Potentialdifferenzen einen Spannungsausgleich durch einen Funken herbeiführen, der möglicherweise die Zündung eines über den Zellen 4 oder 5 vorhandenen Wasserstoff-Luft-Gemisches verursachte.
Von den beiden genannten Erklärungen erscheint die unter b) bezeichnete als die wahrscheinlichere.“
Alle erreichbaren Bilder wurden damals ausgewertet, ebenso wurden alle Zeugen aus dem Luftschiff und viele Augenzeugen der Katastrophe befragt und die Unfallstätte genau untersucht. Gerade auf Grund der politischen Lage konnten es sich die USA nicht erlauben, bei dieser Untersuchung leichtfertig vorzugehen.

### Folgen
Die Zerstörung von LZ 129 läutete das vorläufige Ende der Verkehrsluftschifffahrt ein. Obwohl es, gemessen an der Opferzahl, nur der fünftschwerste Unfall eines Luftschiffes war, brannte sich dieses Ereignis – wohl nicht zuletzt durch die legendäre, äußerst emotionale Radioreportage (sie wurde erst später mit dem Filmmaterial verbunden) von Herbert Morrison – in das Gedächtnis der Gesellschaft als eine der großen Technik-Katastrophen des 20. Jahrhunderts ein. Die mit dem Radiokommentar Morrisons verbundene Wochenschau-Reportage ist im Jahr 1997 als besonders erhaltenswertes Filmdokument in das National Film Registry der USA aufgenommen worden.
Von den 17.609 Postsendungen, die an Bord waren, überstanden 368 das Unglück. Diese zum Teil durch Brandspuren gezeichneten Zeppelinpostsendungen gelten heute bei Sammlern als besonders begehrt.
Die Besatzung von LZ 127 erfuhr auf dem Weg von Recife nach Friedrichshafen von dem Unglück, hielt es aber bis zur Ankunft am 8. Mai 1937 vor den Passagieren geheim. Diese Fahrt blieb die letzte eines Zeppelins mit zahlenden Passagieren bis 1997. Daraufhin wurde LZ 127 außer Dienst gestellt.
Das Schwesterluftschiff von LZ 129, der zum Unglückszeitpunkt im Bau befindliche LZ 130 „Graf Zeppelin“, unternahm noch einige Versuchs- und Propagandafahrten, wurde jedoch nicht mehr im kommerziellen Einsatz betrieben. Mit Beginn des Zweiten Weltkriegs endete die Starrluftschifffahrt. Die beiden verbliebenen Zeppeline (LZ 127 und LZ 130), die letzten beiden Starrluftschiffe damals, und die vorhandenen Gerippeteile von LZ 131 wurden verschrottet.

## Sonstiges
Am 8. Mai 1936 wurde in der Lounge die erste Heilige Messe in der Luft gefeiert. Der Gottesdienst wurde von Pater Paul Schulte gehalten und durch den Dresdner Pianisten Franz Wagner am Blüthner-Flügel musikalisch untermalt. Schulte hatte für die Messe eigens eine Genehmigung von Papst Pius XI. einholen müssen.

## Museale Aufarbeitung
Das Zeppelin Museum in Friedrichshafen verfügt über einen Nachbau des steuerbordseitigen Teils der Fahrgastanlage von LZ 129. Dieser umfasst unter anderem die Lounge, das Schreib- und Lesezimmer, eine Promenade, die Bar und den Rauchsalon, einige Kabinen sowie einen Teil des Gerippes. Auch im Zeppelin-Museum Meersburg ist eine Promenade nachgebaut.

## Postkarten und Briefe

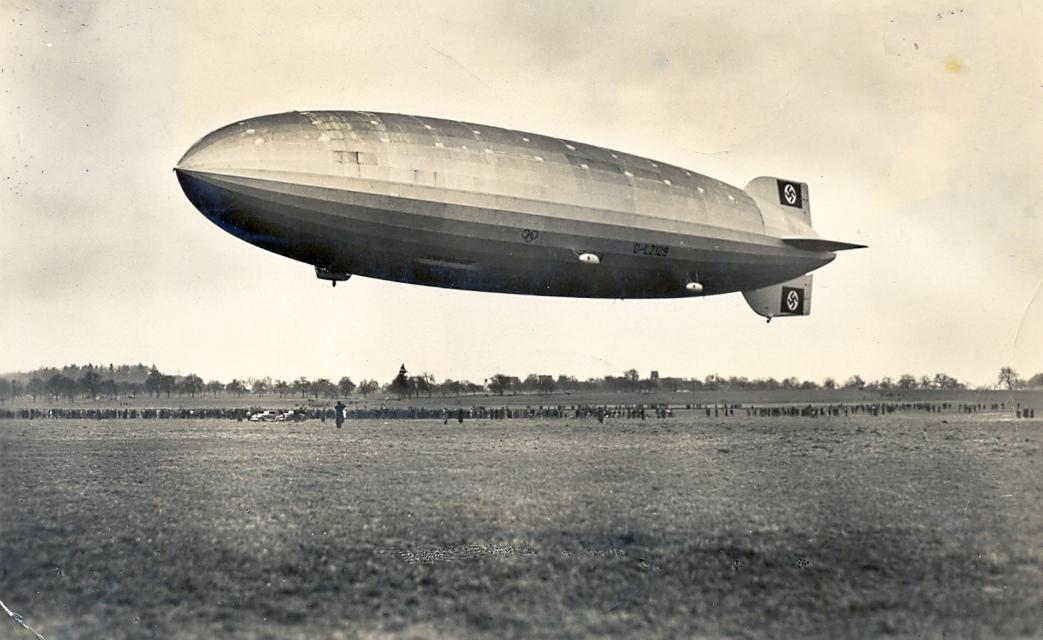
Postkarte vom August 1936
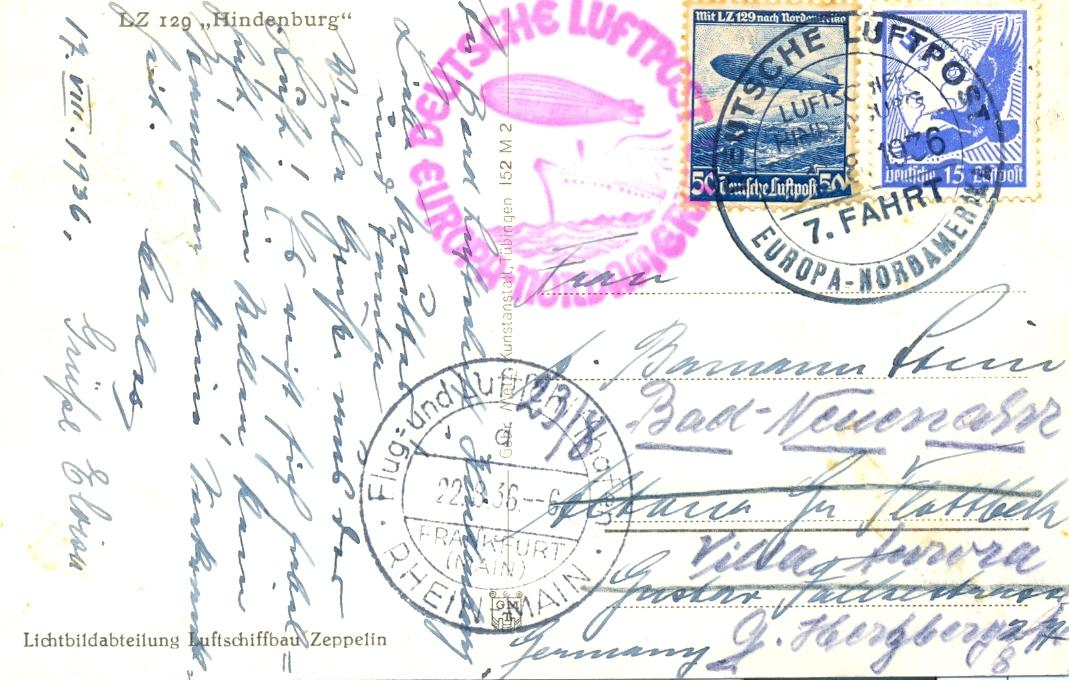
Postkarte an Bord der „Hindenburg“ geschrieben. Stempel: DEUTSCHE LUFTPOST EUROPA - NORDAMERIKA / LUFTSCHIFF HINDENBURG / 17.8.1936 / 7. FAHRT
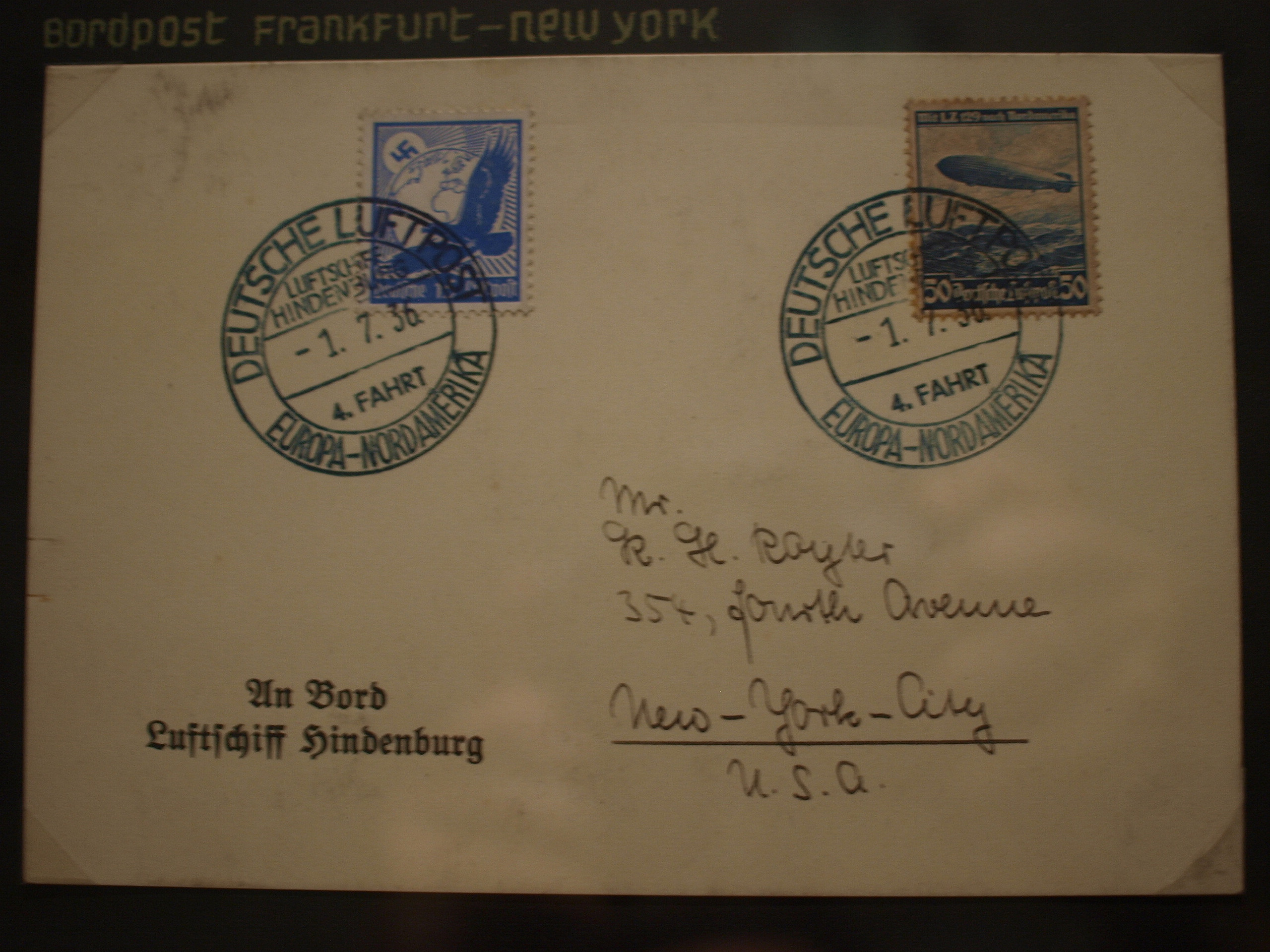
Brief an Bord der „Hindenburg“ geschrieben. Stempel: DEUTSCHE LUFTPOST EUROPA - NORDAMERIKA / LUFTSCHIFF HINDENBURG / 1.7.1936 / 4. FAHRT

## Belletristik
- Phönix aus Asche, Roman von Henning Boëtius aus dem Jahr 2000. Die Protagonisten des Romans vertreten die These einer Sabotage durch die Nazis.
- Im neunten Band des Gereon-Rath-Zyklus von Volker Kutscher, Transatlantik, ist Gereon Rath Passagier auf der „Hindenburg“.[52] Dies wurde bereits am Ende des achten Bandes, Olympia, angedeutet.

## Filme
- 1975: Die Hindenburg – Kinofilm.
- 1980: Bilder, die die Welt bewegten – Dokumentationsreihe, in der Folge Luftschiff Hindenburg – Brand und Absturz (Staffel 1, Folge 7) wird die „Hindenburg“-Katastrophe behandelt.
- 1998: X-Factor: Das Unfassbare – Mysteryserie, in Der Zeppelin (Staffel 2, Folge 11) wird das Unglück von Lakehurst in einer fiktiven Geschichte aufgegriffen.
- 1999: Das Musikvideo zum Song „I’ll be around“ der deutschen Hip-Hop Band W4C wurde im Nachbau von LZ 129 „Hindenburg“ im Zeppelin Museum Friedrichshafen gedreht.[53]
- 2000: Höllenfahrten – Dokumentationsreihe, in der Folge Titanic der Lüfte – Die letzte Fahrt der Hindenburg (Folge 11) wird die „Hindenburg“-Katastrophe behandelt.
- 2005: Sekunden vor dem Unglück – Dokumentationsreihe, in der Folge Fahrt in den Tod – Das Ende der Hindenburg (Staffel 2, Folge 12) wird die „Hindenburg“-Katastrophe behandelt.
- 2007: MythBusters – Die Wissensjäger – die Folge Ein brennendes Luftschiff (Staffel 5, Folge 1) beschäftigt sich mit dem Unglück.
- 2011: Hindenburg – Fernsehfilm.
- 2011: Die letzten Stunden der Hindenburg – Dokumentation.
- 2011: ZDF-History – Dokumentationsreihe, in der Folge Hindenburg – Die wahre Geschichte wird die Geschichte des Zeppelins LZ 129 „Hindenburg“ behandelt.
- 2016: Timeless – Fernsehserie, in der Staffel 1, Episode 1 wird die „Hindenburg“-Katastrophe thematisiert.
- 2021: Hindenburg: The New Evidence  "Nova"
- 2022: Vier historische Videofilme; Restauriert, nachkoloriert und nachvertont.[54]

## Trivia
Nach dem „Hindenburg“-Unglück ist das Hindenburg-Omen benannt, eine Konstellation an den Börsen, die kommende Einbrüche voraussagen soll.
Die britische Rockband Led Zeppelin verwendete ein Bild der brennenden „Hindenburg“ für ihr erstes Schallplattencover.